# Ischnochiton australis
Ischnochiton australis är en blötdjursart som först beskrevs av Sowerby 1840.  Ischnochiton australis ingår i släktet Ischnochiton och familjen Ischnochitonidae. Inga underarter finns listade i Catalogue of Life.